# Diocesi di San Cristóbal de Las Casas

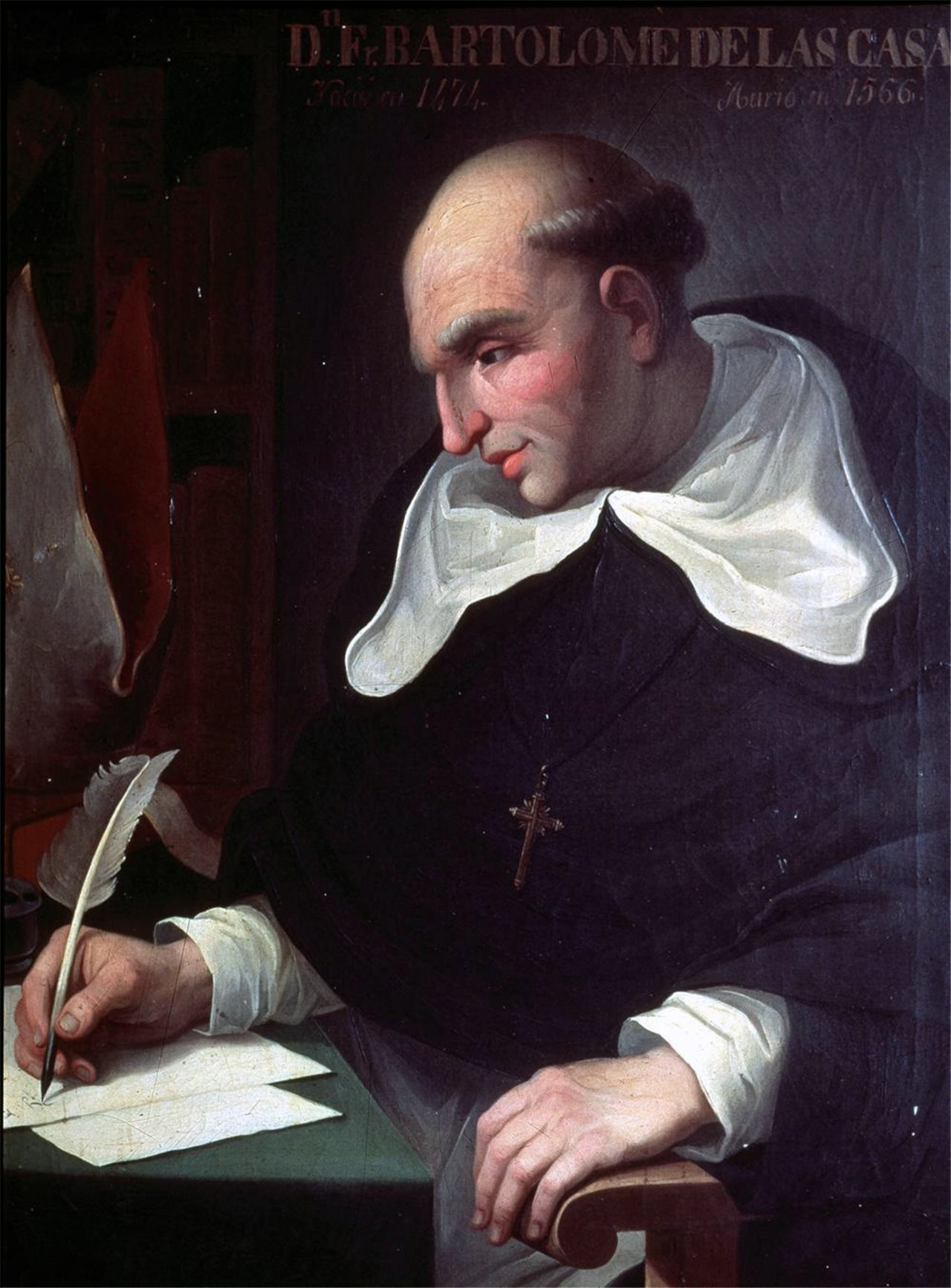
Il servo di Dio Bartolomé de las Casas, vescovo del Chiapas dal 1543 al 1550.

La diocesi di San Cristóbal de Las Casas (in latino Dioecesis Sancti Christophori de Las Casas) è una sede della Chiesa cattolica in Messico suffraganea dell'arcidiocesi di Tuxtla Gutiérrez. Nel 2022 contava 1.608.000 battezzati su 2.503.000 abitanti. È retta dal vescovo Rodrigo Aguilar Martínez.

## Territorio
La diocesi comprende 48 comuni dello stato messicano del Chiapas.
Sede vescovile è la città di San Cristóbal de Las Casas, dove si trova la cattedrale di San Cristoforo.
Il territorio si estende su 36.821 km² ed è suddiviso in 57 parrocchie, raggruppate in 7 zone pastorali.

## Storia
La diocesi del Chiapas (o di Ciudad Real del Chiapas) fu eretta il 19 marzo 1539 con la bolla Inter multiplices di papa Paolo III, ricavandone il territorio dalla diocesi di Antequera (oggi arcidiocesi). Originariamente era suffraganea dell'arcidiocesi di Siviglia.
Il 12 febbraio 1546 entrò a far parte della provincia ecclesiastica dell'arcidiocesi di Città del Messico.
Dopo che vi si stabilirono i primi spagnoli nel 1541 i vescovi del Chiapas esercitarono per vicinanza la loro giurisdizione sullo Yucatán, fino all'erezione della diocesi di Yucatán (oggi arcidiocesi) il 19 novembre 1561.
Il 16 dicembre 1743 divenne suffraganea dell'arcidiocesi di Santiago di Guatemala, ma con la bolla Dominico gregi di papa Gregorio XVI il 25 aprile 1837 fu restituita alla giurisdizione metropolitica dell'arcidiocesi di Città del Messico. Il 23 giugno 1891 entrò a far parte della provincia ecclesiastica dell'arcidiocesi di Antequera.
Il 19 giugno 1957 ha ceduto una porzione del suo territorio a vantaggio dell'erezione della diocesi di Tapachula.
Il 27 ottobre 1964 ha ceduto una porzione del suo territorio a vantaggio dell'erezione della diocesi di Tuxtla Gutiérrez (oggi arcidiocesi) e contestualmente ha assunto il nome attuale.
Il 25 novembre 2006 è entrata a far parte della provincia ecclesiastica del Chiapas, suffraganea dell'arcidiocesi di Tuxtla Gutiérrez.
Il 15 febbraio 2016 la diocesi ha ricevuto la visita pastorale di papa Francesco.

## Cronotassi dei vescovi
Si omettono i periodi di sede vacante non superiori ai 2 anni o non storicamente accertati.
- Juan de Arteaga y Avendaño † (30 marzo 1539 - 8 settembre 1541 deceduto) (vescovo eletto)
- Sede vacante (1541-1543)

- Bartolomé de las Casas, O.P. † (19 dicembre 1543 - 11 settembre 1550 dimesso)
- Tomás Casillas, O.P. † (19 gennaio 1551 - 29 ottobre 1567 deceduto)
  - Sede vacante (1567-1574)
- Pedro de Feria (Martín Fernández), O.P. † (8 gennaio 1574 - 1588 deceduto)
  - Sede vacante (1588-1592)
- Andrés de Ubilla, O.P. † (22 maggio 1592 - 29 gennaio 1603 nominato vescovo di Michoacán)
- Lucas Durán, O.S.Iacobi † (7 gennaio 1605 - 1607 dimesso)
- Juan Pedro González de Mendoza, O.S.A. † (7 maggio 1607 - 17 novembre 1608 nominato vescovo di Popayán)
- Juan Tomás de Blanes, O.P. † (12 gennaio 1609 - 5 febbraio 1612 deceduto)
- Juan de Zapata y Sandoval, O.S.A.  † (13 novembre 1613 - 13 settembre 1621 nominato vescovo di Santiago di Guatemala)
- Bernardino de Salazar y Frías † (25 ottobre 1621 - 1626 deceduto)
  - Sede vacante (1626-1629)
- Agustín de Ugarte y Sarabia † (3 dicembre 1629 - 2 dicembre 1630 nominato vescovo di Santiago di Guatemala)
  - Sede vacante (1630-1633)
- Marcos Ramírez de Prado y Ovando, O.F.M. † (31 gennaio 1633 - 30 maggio 1639 nominato vescovo di Michoacán)
- Cristóbal Pérez Lazarraga y Maneli Viana, O.Cist. † (3 ottobre 1639  - 8 ottobre 1640 nominato vescovo di Cartagena)
- Domingo de Villaescusa y Ramírez de Arellano, O.S.H. † (19 novembre 1640 - 2 dicembre 1651 nominato vescovo di Mérida)
- Mauro Diego (Marcos) de Tovar y Valle Maldonado, O.S.B. † (16 dicembre 1652 - 3 novembre 1666 deceduto)
  - Sede vacante (1666-1670)
- Cristóbal Bernardo de Quiros † (1º settembre 1670 - 16 maggio 1672 nominato vescovo di Popayán)
- Marcos Bravo de la Serna Manrique † (12 marzo 1674 - ottobre 1680 deceduto)
- Francisco Núñez de la Vega, O.P. † (8 giugno 1682 - 1698 deceduto)
  - Sede vacante (1698-1708)
- Juan Bautista Álvarez de Toledo, O.F.M. † (24 settembre 1708 - 17 gennaio 1714 nominato vescovo di Santiago di Guatemala)
- Jacinto Olivera y Pardo † (26 febbraio 1714 - 10 luglio 1733 deceduto)
- José Cubero Ramírez de Arellano, O. de M. † (9 luglio 1734 - 20 giugno 1752 deceduto)
- José Vidal de Moctezuma y Tobar, O. de M. † (28 maggio 1753 - 2 ottobre 1766 deceduto)
- Miguel Cilieza y Velasco † (27 aprile 1767 - 7 aprile 1768 deceduto)
- Lucas Ramírez Galán, O.F.M. † (12 giugno 1769 - 21 agosto 1679 nominato vescovo di Santafé)
- Juan Manuel Garcia de Vargas y Ribera, O. de M. † (20 novembre 1769 - 14 dicembre 1774 deceduto)
- Antonio Caballero y Góngora † (29 maggio 1775 - 11 settembre 1775 nominato vescovo di Yucatán)
- Francisco Martínez-Polanco y López de Lerena † (13 novembre 1775 - 1785 deceduto)
- José Martínez-Palomino y López de Lerena † (19 dicembre 1785 - 8 marzo 1788 dimesso)
- Francisco Gabriel de Olivares y Benito † (15 settembre 1788 - 22 febbraio 1795 nominato vescovo di Durango)
- Fermín José Fuero y Gómez Martinez Arañon † (18 dicembre 1795 - 14 luglio 1800 deceduto)
- Andrés Ambrosio de Llanos y Valdés, O.F.M. † (23 dicembre 1801 - 14 giugno 1815 deceduto)
- Salvador de Sanmartín y Cuevas † (22 luglio 1816 - 17 febbraio 1821 deceduto)
  - Sede vacante (1821-1831)
- Luis García Guillén, O. de M. † (28 febbraio 1831 - 19 agosto 1834 deceduto)
  - Sede vacante (1834-1839)
- José María Luciano Becerra y Jiménez † (23 dicembre 1839 - 27 luglio 1852 nominato vescovo di Tlaxcala)
- Carlos María Colina y Rubio † (7 aprile 1854 - 19 marzo 1863 nominato vescovo di Tlaxcala)
- Carlos Manuel Ladrón de Guevara † (19 marzo 1863 - 28 agosto 1869 deceduto)
- Germán de Ascensión Villalvazo y Rodríguez † (22 novembre 1869 - 8 maggio 1879 deceduto)
- Ramón María de San José Moreno y Castañeda, O.Carm. † (22 settembre 1879 - 21 settembre 1882 dimesso[2])
  - Sede vacante (1882-1884)
- Miguel Mariano Luque y Ayerdi † (13 novembre 1884 - 14 maggio 1901 deceduto)
- José Francisco Orozco y Jiménez † (9 luglio 1902 - 2 dicembre 1912 nominato arcivescovo di Guadalajara)
- Maximino Ruiz y Flores † (8 luglio 1913 - 8 marzo 1920 dimesso[3])
- Gerardo Anaya y Diez de Bonilla † (8 marzo 1920 - 3 ottobre 1941 nominato vescovo di San Luis Potosí)
  - Sede vacante (1941-1944)
- Lucio Torreblanca † (22 gennaio 1944 - 25 maggio 1959 nominato arcivescovo di Durango)
- Samuel Ruiz García † (14 novembre 1959 - 13 marzo 2000 ritirato)
- Felipe Arizmendi Esquivel (31 marzo 2000 - 3 novembre 2017 ritirato)
- Rodrigo Aguilar Martínez, dal 3 novembre 2017

## Statistiche
La diocesi nel 2022 su una popolazione di 2.503.000 persone contava 1.608.000 battezzati, corrispondenti al 64,2% del totale.
| anno | popolazione | popolazione | popolazione | presbiteri | presbiteri | presbiteri | presbiteri                | diaconi | religiosi | religiosi | parrocchie |
| anno | battezzati  | totale      | %           | numero     | secolari   | regolari   | battezzati per presbitero | diaconi | uomini    | donne     | parrocchie |
| ---- | ----------- | ----------- | ----------- | ---------- | ---------- | ---------- | ------------------------- | ------- | --------- | --------- | ---------- |
| 1949 | 623.641     | 628.498     | 99,2        | 30         | 30         |            | 20.788                    |         |           | 46        | 40         |
| 1958 | 609.092     | 625.163     | 97,4        | 37         | 33         | 4          | 16.461                    |         | 7         | 52        | 32         |
| 1966 | 611.000     | 637.500     | 95,8        | 53         | 33         | 20         | 11.528                    |         | 28        | 89        | 27         |
| 1968 | 611.000     | 637.500     | 95,8        | 85         | 60         | 25         | 7.188                     |         | 37        | 107       | 29         |
| 1976 | 756.400     | 787.950     | 96,0        | 65         | 38         | 27         | 11.636                    |         | 47        | 135       | 39         |
| 1980 | 840.000     | 908.000     | 92,5        | 61         | 34         | 27         | 13.770                    |         | 43        | 144       | 38         |
| 1990 | 870.500     | 1.200.000   | 72,5        | 62         | 35         | 27         | 14.040                    | 69      | 48        | 180       | 50         |
| 1999 | 974.336     | 1.454.233   | 67,0        | 56         | 25         | 31         | 17.398                    | 311     | 41        | 157       | 44         |
| 2000 | 1.186.846   | 1.543.245   | 76,9        | 54         | 24         | 30         | 21.978                    | 336     | 44        | 205       | 38         |
| 2001 | 995.322     | 1.531.372   | 65,0        | 62         | 28         | 34         | 16.053                    | 337     | 44        | 191       | 37         |
| 2002 | 995.322     | 1.531.372   | 65,0        | 73         | 37         | 36         | 13.634                    | 342     | 55        | 209       | 46         |
| 2003 | 995.322     | 1.531.312   | 65,0        | 49         | 45         | 4          | 20.312                    | 341     | 53        | 168       | 48         |
| 2004 | 995.322     | 1.707.059   | 58,3        | 84         | 46         | 38         | 11.849                    | 340     | 58        | 190       | 51         |
| 2010 | 1.346.000   | 1.691.000   | 79,6        | 88         | 49         | 39         | 15.295                    | 329     | 56        | 207       | 52         |
| 2014 | 1.339.000   | 1.752.000   | 76,4        | 108        | 67         | 41         | 12.398                    | 316     | 46        | 244       | 57         |
| 2017 | 1.600.000   | 2.385.000   | 67,1        | 125        | 78         | 47         | 12.800                    | 450     | 54        | 190       | 55         |
| 2020 | 1.647.915   | 2.456.600   | 67,1        | 137        | 133        | 4          | 12.028                    | 446     | 12        | 173       | 57         |
| 2022 | 1.608.000   | 2.503.000   | 64,2        | 139        | 135        | 4          | 11.568                    | 446     | 11        | 173       | 57         |